# Crack (banda)
Crack fue un grupo español de rock progresivo y sinfónico formado en 1978 y disuelto en marzo de 1980.
Formaron parte de la oleada de grupos de rock progresivo y sinfónico de la época de esplendor del rock progresivo español. Fueron años de muchas dificultades económicas, como la de tantos otros grupos empeñados a llevar adelante sus ideas alejadas de la comercialidad de las radios. Los problemas con un equipo de sonido insuficiente para las ideas que querían desarrollar, los gustos del público mayoritario, las opciones empresariales y de las discográficas, y algunas pequeñas discrepancias en el seno del grupo provocaron la disolución de este.

## Miembros
- Alberto Fontaneda: Vocalista, guitarra y flautas.
- Mento Hevia: Teclados y voz.
- Álex Cabal: Bajo.
- Manolo Jiménez: Batería.
- Rafael Rodríguez: Guitarra.

## Contexto
Tras la largas horas de ensayo, de buscar contactos, y pelearse con las deficiencias de sonido del equipo, por fin, un día alguien en Madrid estaba dispuesto a producir su disco.
Otro grupo de aquellos con los que alguna vez habían coincidido en algún concierto, Asfalto, había comentado a Vicente Romero "Mariscal", que por entonces buscaba grupos interesantes de cada región del país, que en Asturias había un grupo que tenía cierto nombre y que no lo hacía mal.
Manolo, el batería, habló con Mariskal y le envió una maqueta. Con ella grabaron algún tema que escucharon en Madrid. Parece que al final, no obstante Mariskal decidió ficharlos para incluirnos dentro del sello Chapa sin tan siquiera haber escuchado esa cinta. En cuanto se fijaron las fechas con el estudio tuvieron que presentarse en Madrid.

## Si todo hiciera Crack
Si todo hiciera crack fue el primer y último álbum de la banda Crack, lanzado en 1979 por el sello discográfico Chapa.
El disco se grabó en Madrid en la primavera del 79 en los estudios Audiofilm a cargo del ingeniero de grabación Luis Fernández Soria y se dispuso de tan sólo 5 días de estudio para la grabación. El disco fue publicado originalmente en formato LP por la discográfica Zafiro dentro de su sello Chapa destinado a sus grupos de rock. Posteriormente el disco ha sido reeditado hasta tres veces en Japón y Corea del Sur
Cuando acudieron al estudio a grabarlo el productor les impuso una condición: recortar los larguísimos temas para llegar a un número razonable.
Así pues,la primera tarea fue recortar esos temas y retocar para encontrar una cierta coherencia a lo que iba a incluirse en el disco. Se acordó dividir "El Cid", un tema muy largo, con mucha épica sinfónica en tres temas que claramente podían quedar diferenciados: «Descenso en el  Mahëllstrong», «Marchando una del Cid» y «Epílogo».A «Amantes», «Si todo Hiciera» y «Cobarde» también hubo que recortarlos. Especialmente para la grabación contaron con Encarnación González "Cani", una chica de Oviedo que se encargó de las voces femeninas del álbum.
Todas las voces de Cani e incluso algún apoyo vocal de Mento se prepararon directamente en los descansos entre una y otra grabación.
A pesar de esas reticencias iniciales, el grupo se mostró satisfecho con el resultado.

### Lista de canciones
Canciones escritas por Alberto Fontaneda y Mento Hevia.
| Lado A |                               |          |  |
| N.º    | Título                        | Duración |  |
| 1.     | «Descenso en el Mahëllstrong» | 5:24     |  |
| 2.     | «Amantes de la irrealidad»    | 6:11     |  |
| 3.     | «Cobarde o desertor»          | 4:53     |  |
| 4.     | «Buenos deseos»               | 3:51     |  |

| Lado B |                                          |          |  |
| N.º    | Título                                   | Duración |  |
| 5.     | «Marchando una del Cid (Part 1)(Part 2)» | 7:43     |  |
| 6.     | «Si todo hiciera crack»                  | 10:08    |  |
| 7.     | «Epílogo»                                | 2:17     |  |

### Créditos
- Alberto Fontaneda – Voz, guitarra y flautas.
- Álex Cabal – Bajo.
- Mento Hevia – Teclados y voz.
- Manolo Jiménez – Batería.
- Rafael Rodríguez – Guitarra.
- Encarnación González "Cani" – Voz y coros.
- Crack – Arreglos.
- Vicente Romero – Productor.
- Luis Fernández Soria – Ingeniero de sonido.